# بی‌وفا (فیلم ۲۰۰۵)
بی‌وفا (به هندی: Bewafaa) فیلمی محصول سال ۲۰۰۵ و به کارگردانی دارمش دارشان است. در این فیلم بازیگرانی همچون آکشی کومار، کارینا کاپور، آنیل کاپور، مانوج باجپایی، سوشمیتا سن، شامیتا شتی، نفیسه علی، کبیر بدی ایفای نقش کرده‌اند.